# J. Frank Wilson & the Cavaliers
I Cavaliers erano un gruppo musicale jazz che si formò intorno al 1955 grazie al leader e chitarrista Sid Holmes, il bassista Lewis Elliott, il sassofonista Rob Zeller, il batterista Ray Smith e il cantante Alton Baird. Quest'ultimo lasciò dopo poco il gruppo e fu scelto J. Frank Wilson. Anche Wilson lasciò il gruppo dopo un breve periodo.
Sonley Roush divenne il manager del gruppo e procurò loro una canzone registrata inizialmente da Wayne Cochran, Last Kiss. Fu fatto ritornare Wilson e il gruppo la registrò nel 1964. La canzone fu un successo immediato.
Nel 1964 il gruppo suonò a San Angelo in Texas, Stati Uniti, in un liceo locale e fu pagata 75$ per una performance di sei ore. In quell'occasione la band con il batterista Snake, che incarnava lo stile di Ginger Baker dei Cream.
Nonostante il gruppo ottenne un grande successo con Last Kiss, in seguito a divergenze con il proprio manager si sciolse. Wilson e Roush formarono un nuovo gruppo. Quest'ultimo morì quell'anno in Ohio, dopo essersi addormentato mentre era al volante.
Gli originali Cavaliers continuarono la propria attività. Holmes lasciò poco dopo la dipartita di Wilson, ed Elliot prese le redini del gruppo. James Thomas divenne la nuova voce e Buddy Croyle prese il posto di bassista. Poco dopo, anche Zeller e Smith abbandonarono il gruppo e furono rimpiazzati da Snake Atkinson alla chitarra e Mike Hodges al piano.
Thomas rimase con i Cavaliers per 33 anni, mentre Atkinson lasciò dopo poco; J. Frank Wilson morì nel 1991.